# I Dated a Robot
I Dated a Robot (укр. "Я Зустрічався з Роботом") — п'ятнадцятий епізод третього сезону мультсеріалу Футурама. Прем'єра відбулася 13 травня 2001 року.

## Сюжет

Справжня голова Люсі Лу

Фрай і Ліла заходять на сайт nappster.com та завантажують особистість Люсі Лью. Фрай закачує її в робота, і згодом вони починають зустрічатися. Бендер, Ліла і Зойдберг з'ясовують, що насправді сайт копіює голови знаменитостей нелегально. Коли їм вдається врятувати голову справжньої Люсі Лью, Nappster випускає на волю армію ботів Люсі Лью. Вони тікають до кінотеатру, де перемагають роботів за допомогою попкорну. На прохання справжньої Люсі Лью Фрай деактивує свого бота.

## Пародії, алюзії, цікаві факти
- Шоу "Страшні двері" ("The Scary door") є пародією на серіал The Twilight Zone[en]
- В епізоді Люсі Лью пародіює сама себе у фільмі "Ангели Чарлі". Також у кінотеатрі ішов фільм "Ангели Чарлі 3"
- Сюжет епізоду є алюзією на сюжет фільму " Міські піжони II: Легенда про Золото Керлі[en]" та фільму "Термінатор" у якому "хороший" робот, перемігши "злого" робота, знищує себе.
- Для того, щоб зайти в Інтернет Фрай та Ліла використовують ті ж пристрої віртуальної реальності як і в епізодах A Bicyclops Built for Two і Parasites Lost.
- У цій серії професор стверджує, що паралельних Всесвітів лише два, але в епізоді The Farnsworth Parabox їх значно більше.
- Мережа nappster.com є пародією на файлообмінну мережу Napster (1999 - 2001)
- В офісі Nappster можна помітити багато голів знаменитостей, у тому числі Сару Мішель Геллар, Ніколь Кідман, Харрісона Форда, Памелу Андерсон і Джорджа Майкла.
- В цій серії показано знищення міста прибульцями так само, як і у першій серії Space Pilot 3000.
- «Наша афера зійшла б нам з рук, якби не ці дорослі!» («We would have gotten away with it too, if it weren’t for those meddling adults!») — така ж фраза (з kids замість adults) звучить в більшості епізодів мультсеріалу «Скубі-Ду».
- Бій копії Люсі Лью з Лілою є алюзією на тренувальний бій Нео з Морфеусом із фільму «Матриця»
- Бендер кидаєтся банкою з головою Паваротті. Під час польоту він бере ноту своїм тенором, який потім змінюється до баритона, що подібно до Ефекта Доплера.
- Тема робосексуальних відносин порушена також в серії Proposition Infinity, де Бендер та Емі боролись за узаконення шлюбів між людьми та роботами.
- Люсі Лью також з'явиться в серії Love and Rocket.

## Особливості українського перекладу
- На аукціоні eBay невимовно жахлива істота купує галактику Чумацький шлях за гривні.
- Напис на вивісці сайту "Ви можете завантажити будь-яку знаменитість: від Поплавського до Кобзона"
- Робота Мерлін Монро названо Мерлін Монробот
- Професор Фарнсворт називає Фрая та Люсі "Парочка, Мартин та Одарочка"
- Коли Люсі Льюбот б'ється з Бендером, то вона вимовляє "Хей раз, іще раз, ще багато разів" що є алюзією на пісню Володимира Висоцького "Эх раз, да и ещё раз"